# Johann Josef Loschmidt
Jan Johann Joseph Loschmidt (Putschirn, 15 marzo 1821 – Vienna, 8 luglio 1895) è stato un fisico austriaco.
Docente dell'Università di Vienna. Determinò la costante di Loschmidt, ossia il numero di molecole contenute in un centimetro cubo di un gas a temperatura 273 K e pressione di 760 mmHg, pari a circa 2,8×1019.
La costante di Loschmidt si differenzia dalla costante di Avogadro, poiché quest'ultima riguarda il volume di una grammo-molecola (cioè 22,4 L di gas), mentre la costante di Loschmidt è riferita ad un centimetro cubo.
Da lui prende inoltre nome il paradosso di Loschmidt.